# Lena Göllner
Lena Göllner (* 11. April 1995) ist eine deutsche Fußballspielerin. Die Abwehrspielerin steht bei Arminia Bielefeld unter Vertrag.

## Karriere
Göllner stammt aus Ottbergen und begann beim SV Ottbergen-Bruchhausen mit dem Fußball. Im D- und C-Jugend-Alter wurde sie in einer Jugendspielgemeinschaft federführend vom TuS Amelunxen ausgebildet. In der B-Jugend spielte sie für die SpVg Brakel in der Westfalenliga und wechselte 2010 in die Regionalliga zum Herforder SV.
Seit der Saison 2012/13 gehört Göllner zum Kader der ersten Mannschaft. In der Saison 2013/14 wurde sie in 21 von 22 Spielen in der 2. Bundesliga eingesetzt und stieg mit dem Herforder SV in die Frauen-Bundesliga auf. Dort wurde sie im ersten Spiel am 31. August 2014 erstmals eingesetzt. Am Saisonende folgte der direkte Wiederabstieg.
Im Sommer 2016 wechselte Göllner zum Zweitligaaufsteiger Arminia Bielefeld.

## Erfolge
- Aufstieg in die Bundesliga 2014